# Emanuel Wynne
Emanuel Wynne (auch Emmanuel Wynne und Emanuel Wynn) war ein bretonischer Pirat, der im späten 17. und frühen 18. Jahrhundert im Nordatlantik und der Karibik operierte. Er gilt als derjenige, der als Erster eine Flagge mit Totenkopf und gekreuzten Knochen verwendete.

## Erster Benutzer des Jolly Roger

Emanuel Wynnes Flagge

Wynnes Flagge zeigte unter dem Totenkopf und den gekreuzten Knochen zusätzlich ein Stundenglas, ein unter Piraten ebenfalls beliebtes Symbol, das dem Beuteschiff signalisieren sollte, dass nur rechtzeitige Kapitulation den sonst sicheren Tod abwenden konnte.
Wynne operierte zunächst vor der Küste der britischen Kolonie Carolina (heute North Carolina und South Carolina) in Nordamerika, wo er britischen Schiffen auflauerte, verlegte sich dann aber auf das einträglichere Geschäft in der Karibik, wo er auch spanische Schiffe aufbringen konnte.
Am 18. Juli 1700, so offizielle britische Admiralitäts-Berichte, entdeckte Captain John Cranby mit seiner Fregatte HMS Poole (erbaut 1696 von Nye in East Cowes, 32 Kanonen) Wynnes Schiff Adventure bei der Kapverdischen Insel Brava.  Cranby verfolgte den Piraten mehrere Tage lang, aber Wynne entkam, als zwei andere Piratenschiffe (La Foudre unter Lussan und Treasure unter Moore) zu seiner Unterstützung erschienen. Cranbys Bericht ist, soweit bekannt, der erste, der eine Flagge mit Totenkopf und gekreuzten Knochen auf einem Piratenschiff erwähnt: „eine schwarze Flagge mit gekreuzten Knochen, einem Totenschädel und einem Stundenglas“ (“a sable ensign with cross bones, a death’s head, and an hour glass”).  Wynne wird daher als der erste Pirat betrachtet, der die heute bekannte Form des Jolly Roger als Flagge führte.
Auch Henry Every, der 1696 zum letzten Mal segelte, wird als erster Träger einer Totenkopfflagge bezeichnet.

## Film
Wynnes Flagge wurde in dem amerikanischen Piratenfilm Die Piratenbraut (Originaltitel: Cutthroat Island) von 1995 gezeigt.